# Экс-Виньедос-Гуадалупе
Экс-Винье́дос-Гуадалу́пе (исп. Ex-Viñedos Guadalupe) — небольшой город в центральной части Мексики, на территории штата Агуаскальентес. Входит в состав муниципалитета Сан-Франсиско-де-лос-Ромо.

## Географическое положение
Экс-Виньедос-Гуадалупе расположен в центральной части штата, на расстоянии приблизительно 2 километров к северу от города Агуаскальентес. Абсолютная высота — 1917 метров над уровнем моря.

## Население
Согласно данным, полученным в ходе проведения официальной переписи 2005 года, в городе проживало 3307 человек (1650 мужчин и 1657 женщин). Насчитывалось 887 домов. По возрастному диапазону население распределилось следующим образом: 46 % — жители младше 18 лет, 52,7 % — между 18 и 59 годами и 1,3 % — в возрасте 60 лет и старше. Уровень грамотности среди жителей старше 15 лет составлял 98,9 %.
По данным переписи 2010 года, численность населения Экс-Виньедос-Гуадалупе составляла 3499 человек. Динамика численности населения города по годам:
| 2000 | 2005 | 2010 |
| ---- | ---- | ---- |
| н/д  | 3307 | 3499 |